# Alide Maria Salvetta
Alide Maria Salvetta (Sarche, 22 marzo 1941 – Trento, 19 marzo 1991) è stata un soprano italiano.

## La formazione
Nata a Sarche di Madruzzo (Trento) penultima dei dieci figli di Dario Pietro Salvetta e Maria Morghen, dopo lo studio del pianoforte si diplomò in canto artistico e didattico al Conservatorio Claudio Monteverdi di Bolzano dove in seguito insegnò per parecchi anni, dopo essersi perfezionata nel canto con Giorgina Del Vigo. Svolse la propria attività nell'ambito della musica da camera, sinfonica e nell'opera contemporanea. Formò un duraturo ed affiatato duo artistico con il pianista Antonio Ballista.

## L'opera cameristica e concertistica
Ha cantato per le maggiori organizzazioni musicali e radiotelevisive italiane ed europee e per i principali festival (D'automne di Parigi, dei Paesi Bassi, di Berlino, di Donaueschingen, di Spoleto, del Maggio Musicale Fiorentino, settembre Musica di Torino, ecc.), esibendosi, tra l'altro, con le orchestre della Radiotelevisione Italiana di Torino, Milano, Roma, Napoli, della Radiotelevisione olandese, della RTV di Lubiana, della Radio di Basilea; dei teatri dell'opera di Roma, Regio di Torino, la Fenice di Venezia, Comunale di Bologna, dell'opera di Lione; del Maggio Musicale Fiorentino, dell'Ile de France, del Domaine Musical di Parigi, la London Sinfonietta, l'orchestra da camera di Tubingen, l'orchestra Nazionale di Spagna e con complessi quali l'Israel Chamber Ensemble, l'Ensemble Musica Negativa di Francoforte, l'Ensemble 2E2M di Parigi, il Musicus Concentus, il Divertimento Ensemble di Milano, Carme, ecc.

## Le esecuzioni in prima assoluta, l'opera integrale e i concerti monografici
Ha eseguito in prima assoluta composizioni di Luciano Berio, Paolo Castaldi, Niccolò Castiglioni, Luis de Pablo, Franco Donatoni, Egisto Macchi, Giacomo Manzoni, Ennio Morricone, Salvatore Sciarrino, Jan Novák, Hubert Stuppner, Carlo Galante, Carlo Pedini, Alessandro Lucchetti. Eseguiva l'opera vocale da camera integrale di Claude Debussy, Maurice Ravel, Arnold Schönberg, Alban Berg, Anton Webern, Luigi Dallapiccola, Igor' Fëdorovič Stravinskij ed il ciclo completo dell'“Italienisches" e dello “Spanisches Liederbuch" di Wolf. Tra gli altri suoi concerti monografici possono ricordarsi quelli dedicati a Monteverdi, Mozart, Haydn, Rossini, Schubert, Schumann, Chopin, Liszt, Caikovsky, Mahler, Rachmaninoff, Ives, Bartok, Gershwin, Casella, Messiaen, Berio e Morricone.
Per il Teatro La Fenice di Venezia canta nel 1971 nelle Sale Apollinee la Rapsodia per soprano e orchestra di Guido Turchi e nel 1985 nel Chiostro di San Niccolò al Lido in prima esecuzione Frammenti di Eros di Ennio Morricone, Ma già dall'orizzonte accenni addio di Egisto Macchi e Canzoni del XX secolo e una anamorfosi di Salvatore Sciarrino.
Nel 1978 canta nella première nel Teatro della Pergola di Firenze di "Aspern" di S. Sciarrino.

## Le altre attività concertistiche
Si è esibita inoltre in concerti-spettacolo che le hanno consentito di esplorare inconsueti filoni della letteratura musicale, dal ragtime alle canzoni americane ed italiane rivisitate, dal teatro contemporaneo da camera al salotto dell'Ottocento ed al rock recuperato nei suoi aspetti di classicità.

## Discografia
- 1968: Melodie per voce e pianoforte (Dischi Ricordi); Alide Maria Salvetta (soprano), Max Ploner (pianoforte)
- 1969: Trio Salvetta, Musica per tre (Dischi Ricordi): Alide Maria Salvetta (soprano), Elia Cremonini (clarinetto), Max Ploner (pianoforte); brani di Riccardo Zandonai, F. Sartori, Renato Dionisi, Bruno Bettinelli, N. Montanari
- 1977: Franco Battiato, Battiato (Dischi Ricordi); brano Cafè Table - Musik: Antonio Ballista (pianoforte), Alide Maria Salvetta (soprano)
- 1978: Franco Battiato, Juke Box (Dischi Ricordi); brani Hyver, Campane, Agnus: Antonio Ballista (pianoforte), Alide Maria Salvetta (soprano), Juri Camisasca (voce).
- 1983: Il pianoforte e il canto nel ragtime - Scott Joplin (Dischi Ricordi): Antonio Ballista (pianoforte), Alide Maria Salvetta (soprano)
- 1985: Franco Battiato, I ritmi del cuore (opera inedita); Antonio Ballista (tastiere elettroniche), Alide Maria Salvetta (soprano).
- 1987: Ennio Morricone Live, Dutch Broadcast Light - Orchestra Metropole diretta da Ennio Morricone - voce solista: Alide Maria Salvetta; dal vivo, 15 ottobre 1987, Sportpaleis Anversa, registrazione a cura di Eustachius C&P Tauro Records, Schelle, Belgio
- 1988: Morricone dirige a Morricone, Orquesta y Coro Nacionales de España, Spagna, Luis Cernuda Fundacion, CD Ensayo ENY-S1110.
- 1990: Musica Sacra, Orchestra Accademia Filarmonica Trentina, Armando Franceschini, Carlo Galante (Ginger Studio); brano Laude: Alide Maria Salvetta (soprano), Corale Città Trento, direttore R. Gianotti